# 破壊行為
破壊行為（はかいこうい）とは、単純な意味としては、物や人為的製作物（物質とは限らない、たとえばルールなど）を壊す、といったこと、つまり一定の明確で体系的な存在を破壊、分解すること。
学際的にはそれぞれの分野で固有の意味を持つ。また多義的でもある。行動学的にこの意味を考える時には生物が自己防衛のための反射的行為、または意図的当為と考える事が出来る。つまり当の生物にとってその存在を否定する可能性のあるものを壊すということ。しかしその破壊的行為が必ずしもその生物にとって否定的な存在そのものに向かってされるとは限らない（単純な生物においては明確な標的を持ってその行為がされるとは限らない。この場合は特定の刺激に対する反射運動である）（また人間においては、他人に当たる、等）また破壊的行為自体が必ずされるとは限らない。人間に関してのこういったことは心理学的な側面でも研究されている。